# Ahmed Mihoubi
Ahmed Mihoubi est un footballeur international français né le 2 juin 1924 à Fort-de-l'Eau (Algérie) et mort le 24 janvier 2004.
Il a évolué comme défenseur sous les couleurs du FC Sète, du Toulouse FC et de l'Olympique lyonnais dans les années 1940 et 1950.
Ce franco-algérien a joué avec l'équipe de France le 25 novembre 1953, un match de qualification pour la Coupe du monde. 
En 1955, il retourne à Sète. Le club de la cité des dauphins évolue alors en Division 2. Il y termine sa carrière professionnelle en 1957.
Puis, Ahmed Mihoubi fait à nouveau parler de lui, en janvier 1959, lors d'un match de Coupe de France qu'il joue avec Graissessac, club amateur de Division d'Honneur, contre les professionnels de l'OGC Nice (victoire des Niçois, 3-0) : il est expulsé du terrain en seconde mi-temps, accompagné par les forces de l'ordre !

## Palmarès
- International français A en 1953